# Jean Muir
Pour les articles homonymes, voir Muir.
Jean Muir (créditée Jean Fullarton à ses débuts) est une actrice américaine, née Jean Muir Fullarton le 13 février 1911 à Suffern (État de New York), morte le 23 juillet 1996 à Mesa (Arizona).

## Biographie
Sous le nom de Jean Fullarton, elle débute au théâtre à Broadway (New York) dans la pièce The Truth Game d'Ivor Novello (avec l'auteur et Billie Burke), représentée de décembre 1930 à mars 1931. Après trois autres pièces au début des années 1930 (sous le même nom), elle ne revient à Broadway comme interprète que deux fois, en 1947 et enfin en 1960 (dans Semi-Detached, avec Ed Begley et Edgar Stehli).
Au cinéma, sous le nom de Jean Muir, son premier film (dans un petit rôle non crédité) sort en 1932. Suivent vingt-six autres films américains, dont Le Songe d'une nuit d'été de William Dieterle et Max Reinhardt (1935, avec Ian Hunter et Verree Teasdale) et Tessa, la nymphe au cœur fidèle d'Edmund Goulding (avec Charles Boyer et Joan Fontaine), son ultime film sorti en 1943. S'y ajoutent deux films britanniques de Paul L. Stein, sortis respectivement en 1936 et 1938.
Retirée du grand écran, Jean Muir revient toutefois brièvement à la télévision, dans six séries américaines entre 1949 et 1962, dont Route 66 (un épisode, 1961).
Depuis 1960, pour sa contribution au cinéma, une étoile lui est dédiée sur le Walk of Fame d'Hollywood Boulevard.

## Théâtre à Broadway (intégrale)
(comme actrice, sauf mention contraire)
- 1930-1931 : The Truth Game d'Ivor Novello : Mlle Atkins
- 1931 : Peter Ibbetson (en), adaptation par John N. Raphaelson et Constance Collier du roman de George du Maurier : Mme Pasquier de la Marière
- 1932 : Life Begins de Mary Macdougal Axelson : Mme Brown
- 1933 : Saint Wench de John Colton (en) : Nadja Nikolaivna
- 1943 : Listen, Professor d'Alexandre Afinoguenov, adaptation de Peggy Phillips, costumes de Lucinda Ballard (comme coproductrice)
- 1947 : Tenting Tonight de Frank Gould : Léonie Roberts
- 1960 : Semi-Detached (en) de Patricia Joudry (en), mise en scène de Charles S. Dubin : Winnie Friar

## Filmographie

### Cinéma (intégrale)

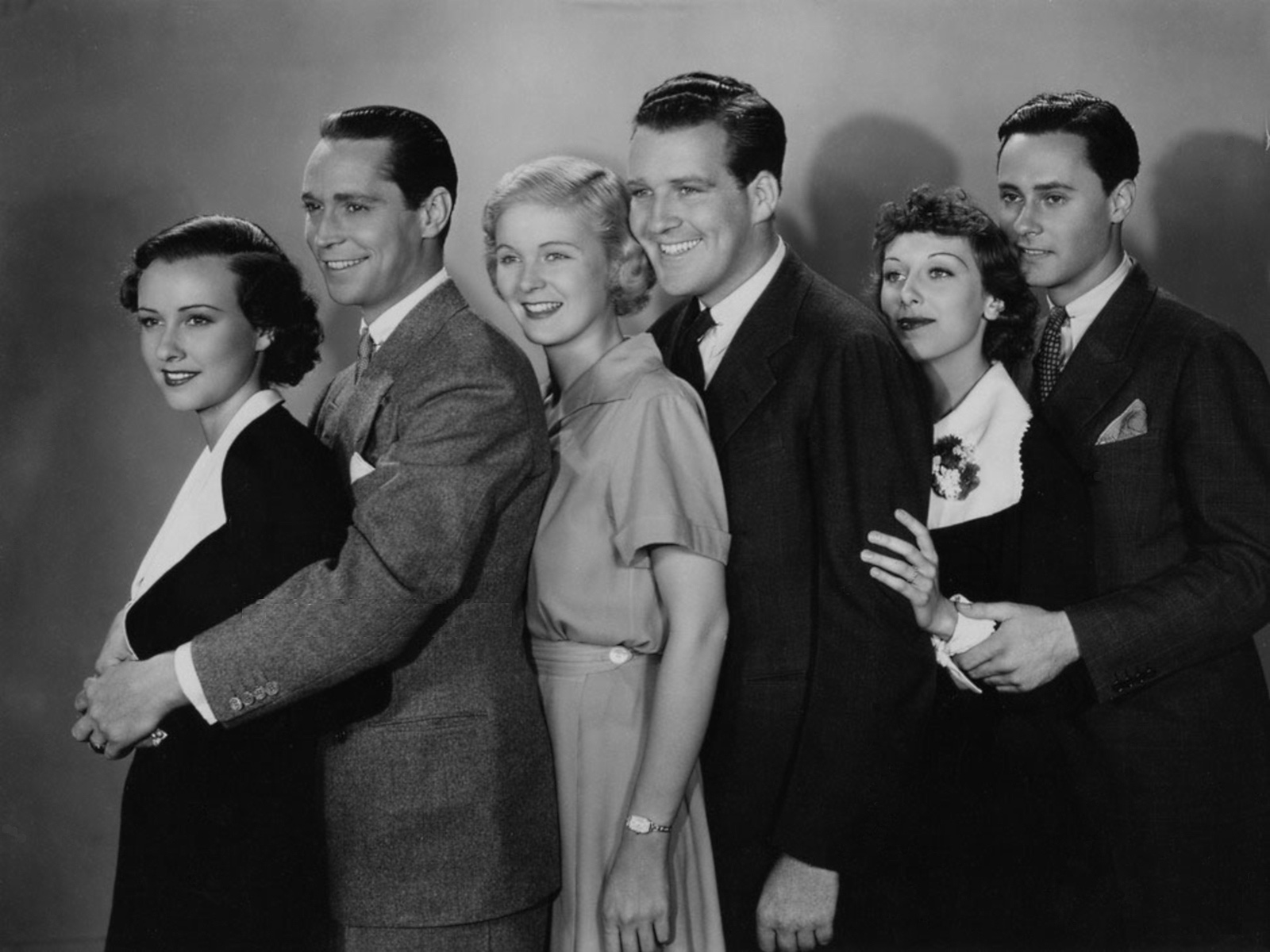
De g. à d. : Margaret Lindsay, Franchot Tone, Jean Muir, Dick Foran, Ann Dvorak et Ross Alexander, dans Gentlemen Are Born (1934, photo promotionnelle)

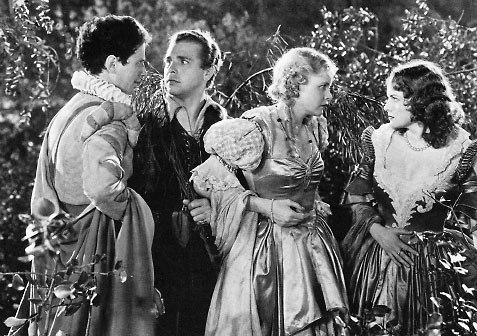
De g. à d. : Ross Alexander, Dick Powell, Jean Muir et Olivia de Havilland, dans Le Songe d'une nuit d'été (1935)

(films américains, sauf mention contraire)
- 1932 : Lawyer Man (en) de William Dieterle : Une secrétaire
- 1933 : Bureau des personnes disparues (Bureau of Missing Persons) de Roy Del Ruth : Louise Kane
- 1933 : Female de Michael Curtiz : Mlle Joyce
- 1933 : The World Changes de Roy Del Ruth : Selma Peterson II
- 1933 : L'Irrésistible (Son of a Sailor) de Lloyd Bacon : Helen
- 1934 : As the Earth Turns (en) d'Alfred E. Green : Jen
- 1934 : Bedside de Robert Florey : Caroline Grant
- 1934 : Desirable (en) d'Archie Mayo : Loïs
- 1934 : Un héros moderne (A Modern Hero) de Georg Wilhelm Pabst : Joanna Ryan Croy
- 1934 : Gentlemen Are Born d'Alfred E. Green : Trudy Talbot
- 1934 : Dr. Monica (de) de William Dieterle et William Keighley : Mary
- 1935 : The White Cockatoo (en) d'Alan Crosland : Sue Talley
- 1935 : Lampes de Chine (en) (Oil for the Lamps of China) de Mervyn LeRoy : Alice
- 1935 : Orchids to You (en) de William A. Seiter : Camellia Rand
- 1935 : Le Songe d'une nuit d'été (A Midsummer Night's Dream) de William Dieterle et Max Reinhardt : Hélène
- 1935 : Stars Over Broadway (it) de William Keighley : Nora Wyman
- 1936 : Faithful (en) de Paul L. Stein (film britannique) : Marilyn Koster
- 1936 : White Fang de David Butler : Sylvia Burgess
- 1936 : Fugitive in the Sky (en) de Nick Grinde : Rita Moore
- 1937 : Once a Doctor (en) de William Clemens : Paula Nordland
- 1937 : Her Husband's Secretary (it) de Frank McDonald : Carol Blane Kingdon
- 1937 : The Outcasts of Poker Flat de Christy Cabanne : Mlle Helen Colby
- 1937 : Draegerman Courage (it) de Louis King : Ellen Haslett
- 1937 : White Bondage (en) de Nick Grinde : Betsy Ann Craig
- 1937 : Dance Charlie Dance (en) de Frank McDonald : Mary Mathews
- 1938 : Jane Steps Out (en) de Paul L. Stein (film britannique) : Béatrice Wilton
- 1940 : And One Was Beautiful (en) de Robert B. Sinclair : Helen Lattimer
- 1940 : The Lone Wolf Meets a Lady (en) de Sidney Salkow : Joan Bradley
- 1943 : Tessa, la nymphe au cœur fidèle (The Constant Nymph) d'Edmund Goulding : Kate Sanger

### Séries télévisées (sélection)
- 1961 : Route 66 (titre original)
  - Saison 2, épisode 8 A Bridge Across Five Days de Richard Donner : Béatrice Ware
- 1959-1962 : Naked City
  - Saison 1, épisode 21 Hey, Teach! de Stuart Rosenberg : Mme Kling
  - Saison 3, épisode 23 The One Marked Hot Gives Cold de David Lowell Rich : Mme Lund